# Росс 614
Росс 614 (GJ 234) — двойная звезда в созвездии Единорог. Находится на расстоянии 13,47 световых лет от Солнца.

## История открытия
Фрэнк Росс (Йеркская обсерватория, Чикаго) открыл главную звезду системы в 1927 году. В 1936 году голландско-американский астроном Дирк Рейл обнаружил двойственную природу системы, наблюдая её в обсерватории МакКормика (Виргинский университет).

## Характеристики
Система состоит из двух красных карликов малой массы — Росс 614 A и Росс 614 B. Спектральный класс компонентов — M4,5V и M8V соответственно. Массы компонентов — 0,2228 ±0,0055 и 0,1107 ±0,0028 массы Солнца соответственно. Орбитальный период, вычисленный Джорджем Гейтвудом на основе старых наблюдений и данных телескопа Гиппарх, составляет около 16,6 лет, а главная полуось — лишь 0,932" или 1,04-1,1" (среднее расстояние между компонентами изменяется от 2,4 а.е. до 5,3 а.е.). Система Росс 614 AB — одна из ближайших к Солнцу. Приблизительное расстояние до системы — около 13,4 световых года, что ставит Росс 614 AB на 29-е место в списке ближайших звёздных систем. Абсолютная звёздная величина Росс 614 A — 13,09m, Росс 614 B — 16,17m. Главная звезда системы Росс 614 A (она же Gliese 234 A) является вспыхивающей звездой типа UV Кита.

## Ближайшее окружение
Ближайшими звёздами к Росс 614 AB являются: Звезда Лейтена (3,9 св. лет), Процион AB (4,6 св. лет), Сириус AB (5,5 св. лет), 40 Эридана ABC (9,1 св. лет), DX Рака (9,1 св. лет) и Эпсилон Эридана (9,4 св. лет).

## В литературе
Иван Ефремов, «Туманность Андромеды». Веда Конг читает лекцию по истории Земли для жителей планеты звезды Росс 614.